# 2011 UH411
2011 UH411, também escrito como 2011 UH411, é um objeto transnetuniano que está localizado no Cinturão de Kuiper, uma região do Sistema Solar. Ele possui uma magnitude absoluta de 8,6 e tem um diâmetro estimado com cerca de 84 km.

## Descoberta
2011 UH411 foi descoberto no dia 24 de outubro de 2011 pelo astrônomo M. Alexandersen.

## Órbita
A órbita de 2011 UH411 tem uma excentricidade de 0,238 e possui um semieixo maior de 46,100 UA. O seu periélio leva o mesmo a uma distância de 35,114 UA em relação ao Sol e seu afélio a 57,085 UA.